# Besleria villosa
Besleria villosa är en tvåhjärtbladig växtart som beskrevs av Karl Fritsch. Besleria villosa ingår i släktet Besleria och familjen Gesneriaceae. Inga underarter finns listade i Catalogue of Life.